# Bernard Dufau
Pour les articles homonymes, voir Dufau.
Bernard Dufau, né le 24 avril 1941 à Urrugne (Basses-Pyrénées, France), est un industriel français, président et fondateur de Bernard Dufau Consultant, ancien PDG de IBM France, administrateur de France Télécom et de Dassault Systemes, ancien président de la fondation Supélec et de l'amicale des ingénieurs Supélec.

## Biographie
Après des études secondaires à Saint-Jean de Luz, Bayonne et Bordeaux, il devient ingénieur de Supélec.
Il entre en 1976 à IBM France comme ingénieur commercial, et devient en 1978 directeur de la région Nord. Toujours chez IBM, il fait un séjour à Armonk, aux Etats-Unis de 1981 à 1983. Il revient en France comme directeur commercial, puis directeur des opérations et membre du directoire d'IBM France à partir de 1992. Il passe aussi à IBM Europe.
Il devient directeur général, puis président d'IBM France de 1995 à 2001, nommé avec la mission de découper la filiale en branches et de « regonfler le moral des troupes ». Il y conduit une concertation sociale et des restructurations sans précédent à IBM France, mais obtient aussi que IBM investisse massivement dans l'usine de Corbeil-Essonnes.
Il quitte IBM en 2001 pour être consultant indépendant, et devient administrateur de grandes sociétés. 
À France Télécom, où il est membre du conseil de 2002 à fin 2016. À partir de 2013, son rôle, au sein de ce conseil, est de surveiller que le PDG Stéphane Richard continue à gérer l'entreprise malgré ses problèmes judiciaires,. Toutefois, son action fait l'objet de contestation par certains fonds de pension. Il démissionne en décembre 2016, et Alexandre Bompard le remplace comme administrateur référent.
Élu président de l'association des anciens élèves de SupÉlec, il plaide pour en faire « la grande institution de référence en Europe dans le domaine de l'énergie et de l'information ».

## Distinctions
Chevalier de la Légion d'honneur (1998)